# Rückkreuzung
Eine Rückkreuzung erfolgt bei Blütenpflanzen durch die Bestäubung des weiblichen Blütenorgans und Befruchtung der darin befindlichen Eizelle mit dem Pollen einer Pflanze aus der Generation ihrer Nachkommen oder durch die Bestäubung und Befruchtung einer Tochterpflanze mit dem Pollen einer der beiden Pflanzen der Elterngeneration.
Gregor Mendel wandte dieses Verfahren erstmals gezielt an und zwar erstens als Testverfahren, um den Genotyp von Pflanzen auf Reinerbigkeit zu prüfen, und zweitens, um dann für seine genetischen Experimente gezielt hinsichtlich eines bestimmten Merkmals reinerbige Elternpflanzen verwenden zu können. Durch seine wohldurchdachte Vorgehensweise gelang ihm die Entdeckung der mendelschen Regeln.
Bei Tieren erfolgt eine Rückkreuzung durch Rückverpaarung eines weiblichen Tieres mit seinem Vater oder durch Rückverpaarung eines männlichen Tieres mit seiner Mutter. Beides kommt in der Natur regelmäßig vor und findet gelegentlich auch in der Tierzucht Anwendung. Kreuzungsversuche bei Tieren haben erwiesen, dass auch bei den Tieren die meisten Merkmale nach den mendelschen Regeln vererbt werden.
Bei der Vererbung dominanter Merkmale kann man bei den einzelnen Individuen am Phänotyp (Aussehen) nicht ablesen, welche Genkombination sie geerbt haben. Weil es für jedes Merkmal bei einfacher Mendelvererbung zwei Allele gibt (das von väterlicher und das von mütterlicher Seite), das rezessive Allel jedoch nicht ausgeprägt wird, kann man bei Individuen mit einem dominanten Merkmal im Phänotyp nicht erkennen, ob die Erbanlage reinerbig (homozygot) oder mischerbig (heterozygot) vorliegt.
Die homozygoten Träger eines rezessiven Merkmals hingegen kann man am Aussehen leicht erkennen, weil sich rezessive Erbanlagen nur bei diesen auch phänotypisch ausprägen. Das bedeutet, wenn ein Individuum ein rezessives Merkmal im Phänotyp zeigt, kann man von der Reinerbigkeit hinsichtlich dieser Erbanlage ausgehen.
Zur Überprüfung von Trägern dominanter Merkmale auf Reinerbigkeit oder Mischerbigkeit beispielsweise bei Individuen der F2-Generation (Spaltungsregel) kann eine Kreuzung mit einem rezessiv-homozygoten Elternteil als Testverfahren dienen. Wenn eine erneute Aufspaltung in beide Phänotypen stattfindet, war der Träger des dominanten Merkmals mischerbig.
Eine zweite Bedeutung hat der Begriff Rückkreuzung bei der Verpaarung von Kulturpflanzen bzw. Haustieren mit Exemplaren ihrer Wildform, die meist dazu dienen soll, den Genpool aufzufrischen und bestimmte Vitalitätsmerkmale wiederherzustellen.
Gregor Mendel verwendete für seine genetischen Versuchsreihen Erbsenpflanzen.

## Beispiel: Blütenfarbe von Erbsenpflanzen

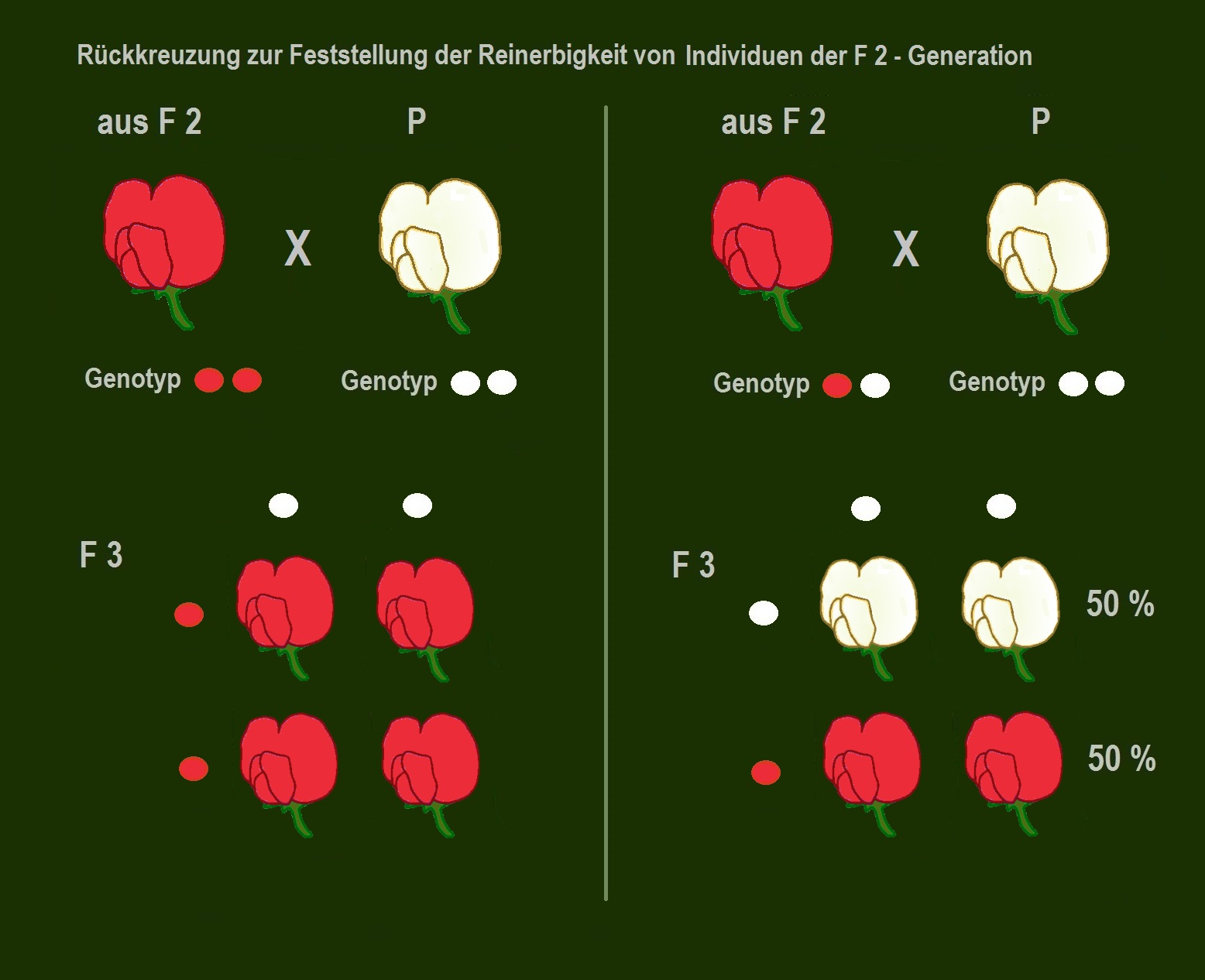
Rückkreuzungen von rotblühenden Pflanzen der F2-Generation

Bei Erbsenpflanzen gibt es in Bezug auf die Blütenfarbe ein Allel für rote (= B) und eines für weiße (= b) Blütenfarbe. Das Allel B für die Bildung des roten Farbstoffs ist dabei dominant über das Allel b, welches das Fehlen des Farbstoffs verursacht.
Bei einer rotblühenden Erbsenpflanze kann der Genotyp BB (reinerbig, homozygot) oder Bb (mischerbig, heterozygot) vorliegen.
Um dies festzustellen, kann man (neben der heute möglichen DNA-Analyse) eine Rückkreuzung als Testverfahren anwenden. Hierbei wird das zu untersuchende Individuum mit einem reinerbig-rezessiven Exemplar dieser Art gekreuzt, in diesem Fall mit einer weißblühenden Erbsenpflanze. Eine Überprüfung kann erforderlich sein, da 25 Prozent der Individuen in der F2-Generation nach der Spaltungsregel das dominante Allel homozygot tragen, während 50 Prozent heterozygot sind.
Falls die rotblühende Pflanze reinerbig ist, wird man in der nächsten Generation dann zu 100 % rotblühende Nachkommen vorfinden.
Falls die rotblühende Pflanze mischerbig ist, wird man in der nächsten Generation zu 50 Prozent rotblühende und zu 50 Prozent weißblühende Erbsenpflanzen erhalten.
Die Rückkreuzung zur Untersuchung bei  intermediär vererbten Merkmalen erübrigt sich, da der Genotyp am Phänotyp abgelesen werden kann.